# Robinet Testard
Pour les articles homonymes, voir Robinet et Testard.
Robinet Testard est un artiste enlumineur actif entre 1471 et 1531 à Poitiers et Cognac. Il a été notamment peintre au service des comtes d'Angoulême. Il est parfois désigné sous le nom de convention de Maître de Charles d'Angoulême.

## Historiographie
Robinet Testard est identifié pour la première fois par Paul Durrieu en 1894 à partir de son œuvre principale, les Heures de Charles d'Angoulême. Deux autres manuscrits lui sont alors attribués : les Héroïdes et le Le livre des échecs amoureux moralisés. De nouveaux manuscrits lui sont ensuite attribués à l'occasion d'une grande exposition sur les manuscrits à peinture par Jean Porcher en 1955. Huit nouveaux manuscrits sont attribués par l'historien de l'art américain John Plummer à l'occasion d'une exposition à la Morgan Library and Museum de New York en 1982. François Avril à son tour ajoute quinze nouvelles œuvres au corpus de l'artiste en 1986 puis deux nouveaux manuscrits en 1993,.

## Éléments biographiques et stylistiques
D'après les types de manuscrits qu'il commence à enluminer au début de sa carrière, il est actif sans doute à Poitiers à partir de 1471. Il entre ensuite au service de Charles d'Orléans à Cognac, juste après 1480, en réalisant pour lui un livre d'heures, conservé à la Bibliothèque nationale de France. Il est fait valet de chambre du comte en 1484. Un compte daté de 1487 mentionne Robinet Testard comme enlumineur touchant une rente annuelle de 35 livres. À la mort du duc, il est chargé de peindre son chariot des funérailles.  
Il reste au service de sa femme, Louise de Savoie et réalise pour elle de nombreuses commandes. En 1515, il devient pensionnaire à 100 livres par an. À la même époque, il apparait dans les Roolles des officiers de l’hostel du roy avec le même traitement jusqu'en 1523. Il est encore mentionné en 1531 comme « le vieil Robinet, paintre » et perçoit alors la somme de 80 livres tournois,. 

## Style
Aucune documentation historique ne permet d'identifier ses œuvres, les attributions de ses œuvres ne se font que sur des critères stylistiques. Le premier style du peintre est marqué par l'influence du Maître de Jouvenel. 

## Manuscrits attribués
| Titre                                                                                       | Date           | Lieu de conservation                                                                | Description | Exemple d'enluminure                                   |
| ------------------------------------------------------------------------------------------- | -------------- | ----------------------------------------------------------------------------------- | --- | ------------------------------------------------------ |
| Grandes Chroniques de France                                                                | 1471           | Bibliothèque nationale de France, Fr.2609                                           | Manuscrit peint pour Jean II Mérichon, lieutenant général du roi en Poitou, avec le Maître de Marguerite de Rohan (auteur de la miniature finale) | Dagobert visitant le chantier de l'abbaye Saint-Denis. |
| Livre d'heures à l'usage de Rome et de Poitiers                                             | vers 1475      | Pierpont Morgan Library, Ms.M1001                                                   | 165 f., 14,8 × 10,8 cm, 38 grandes miniatures, 20 scènes de bas de page et 1 petite miniature                                                     | L'Annonciation, f.18                                   |
| Livre d'heures à l'usage de Poitiers                                                        | vers 1500      | Bibliothèque municipale de Besançon, Ms.150                                         | 101 f., 19,5 × 12,2 cm, 7 grandes miniatures et une petite.                                                                                       | Annonciation.                                          |
| Missel à l'usage de l'abbaye Saint-Jean de Montierneuf de Poitiers,                         |                | BNF, lat. 873                                                                       | 292 f., 47 × 33 cm, une miniature au folio 21, les autres étant attribuées au Maître d'Yvon du Fou.                                               | Danse de paysans et apparition aux bergers, f.21       |
| Heures de La Rochefoucauld                                                                  |                | Bibliothèque royale de Belgique, Ms.15077                                           | |                                                        |
| Épîtres d'Ovide, traduction d'Octavien de Saint-Gelais                                      | vers 1500      | Bibliothèque Huntington, San Marino (Californie), HM60                              | 24,3 × 16,7 cm, 21 miniatures attribuées à l'artiste.                                                                                             | Pénélope, f.3                                          |
| Livre d'heures                                                                              |                | Bibliothèque nationale de Luxembourg, Ms.III:600                                    | ancienne collection Firmin-Didot |                                                        |
| Missel-pontifical de Raoul du Fou à l'usage de l'abbaye de Nouaillé                         | vers 1470-1480 | Bibliothèque du trésor de la cathédrale Saint-Pierre de Poitiers                    | 75 f., 45 × 31 cm, contenant 2 miniatures. |                                                        |
| Héroïdes ou Épîtres d'Ovide                                                                 | 1497           | BNF Fr.875                                                                          | 138 f., 36 × 25 cm, traduction d'Octavien de Saint-Gelais. 19 miniatures à pleine page.                                                           | Portrait d'Œnone écrivant.                             |
| Le secret de l'histoire naturelle contenant les merveilles et choses mémorables du monde    | vers 1480-1485 | BNF Fr.22971,                                                                       | 30,5 × 21 cm, 95 f. | L'Afrique, f.1                                         |
| Livre d'heures à l'usage de Rome                                                            | vers 1500      | British Library, Kings 7                                                            | 101 f. 24 × 15,5 cm. 12 miniatures attribuées partiellement à l'atelier, en collaboration avec l'atelier de Jean Pichore                          | L'Annonciation, f.7                                    |
| Dialogue à la louange du sexe féminin                                                       |                | BNF, Fr.2242                                                                        | Manuscrit dédicacé à Marguerite de Navarre, sœur de François Ier                                                                                  | Scènes de piété d'une dame, f.5                        |
| Exemples d'humilité selon les escriptures ou Le parement des dames par Olivier de la Marche |                | BNF, Fr.1848                                                                        | | Femme au réveil, f.3                                   |
| Jeu des échecs moralisés de Jacob de Cessoles                                               |                | BNF, Fr.2471                                                                        | | Plateau d'échecs, f.70                                 |
| Album de feuillets découpés appelés Amsterdam Cuttings                                      |                | ancienne coll. Bibliotheca Hermetica, actuellement coll. Heribert Tenschert, Suisse | |                                                        |
| 9 feuillets découpés d'un bréviaire                                                         | années 1470    | Free Library of Philadelphia, Lewis M.9.18-9.26                                     | en collaboration avec le Maître d'Yvon du Fou | David dans la rivière, psaume 68, Lewis M.9.18.        |

### Manuscrits peints pour Charles d'Angoulême de manière attestée
| Titre                                                                                         | Date           | Lieu de conservation                                           | Description                                                                                      | Exemple d'enluminure                                      |
| --------------------------------------------------------------------------------------------- | -------------- | -------------------------------------------------------------- | ------------------------------------------------------------------------------------------------ | --------------------------------------------------------- |
| Régime des princes ou Du Royaume, écrit au roi de Chypre, traduit par Charles de Saint-Gelais |                | BNF, Smith-Lesouëf 75                                          | 77 f., 34 × 21,5 cm                                                                              | Miniature de dédicace, f1                                 |
| Heures de Charles d'Angoulême                                                                 | 1475-1498      | BNF, Lat.1173                                                  | 230 f. 21,5 × 15,5 cm, 7 grandes miniatures, 17 estampes colorées et 24 miniatures de calendrier | Circoncision du Christ.                                   |
| Style du droit français de Jean Masuyer                                                       |                | BNF Fr.4367                                                    |                                                                                                  | Scène de justice, f.1                                     |
| Livre des simples médecines, attribué à Matthaeus Platearius                                  |                | Bibliothèque nationale russe à Saint-Pétersbourg, fr. F.v.VI,1 |                                                                                                  | Rose et Polygonatum multiflorum.                          |
| L'Imitation de Jésus Christ de Thomas a Kempis et L’Échelle de paradis de Guigues II          | vers 1488-1496 | BNF fr.929,                                                    | 96 f., 26 × 19 cm, 2 miniatures d'introduction aux deux textes                                   | Le Christ portant sa croix devant Charles d'Angoulême, f7 |
| Le Songe du verger de Philippe de Mézières                                                    |                | BNF fr.537,                                                    | Ajout d'un frontispice à un manuscrit de Jean d'Angoulême                                        | Songe du vergier, f4                                      |
| Cas des nobles hommes et femmes de Boccace traduit par Laurent de Premierfait                 |                | BNF Fr.231,                                                    | Ajout d'un frontispice à un manuscrit de Jean d'Angoulême avec les armes de Louise de Savoie     | Portrait du traducteur, f.1                               |
| Histoire de la guerre sainte de Guilaume de Tyr (idem),                                       |                | BNF Fr.2824,                                                   | Ajout d'un frontispice à un manuscrit de Jean d'Angoulême datant du XIIIe siècle.                | Bataille de Ninive, f.1                                   |

### Manuscrits peints pour Louise de Savoie de manière attestée
| Titre                                                    | Date             | Lieu de conservation                           | Description | Exemple d'enluminure                            |
| -------------------------------------------------------- | ---------------- | ---------------------------------------------- | --- | ----------------------------------------------- |
| Le Livre des cleres et nobles femmes d'après Boccace     | vers 1488-1496   | BNF Fr.599                                     | 94 folios, 32 × 22,5 cm, 106 miniatures de femmes célèbres, ainsi qu'une scène de dédicace et une scène de l'auteur écrivant                         | Portrait de Cérès, f.8                          |
| Livre des échecs amoureux d’Evrard de Conty              | 1496-1498 (vers) | BNF, Fr. 143                                   | | Allégorie de la Musique, f.65.                  |
| Méditations de l'image de vie                            |                  | BNF, Fr.1817,                                  | | Portrait de l'auteur, f.1                       |
| Roman de la rose                                         |                  | Oxford, Bibliothèque Bodléienne, Ms. Douce 195 | 34,5 × 23,3 cm | Miniature introductive du Roman de la Rose, f.1 |
| Traités sur les vertus cardinales de François Desmoulins |                  | BNF, Fr.12247                                  | peinture d'un plat de couverture représentant les quatre vertus cardinales personnifiées sur un manuscrit enluminé vers 1510 par Guillaume II Le Roy | Plat de couverture du manuscrit                 |
| Recueil des histoires de Troie de Raoul Lefèvre          | vers 1486-1500   | BNF, Fr.252,                                   | 231 folios | Hercule tuant un serpent, f.73                  |